# Samodzielny Legion Zmotoryzowany „Ettore Muti”
Samodzielny Legion Zmotoryzowany „Ettore Muti” (wł. Legione Autonoma Mobile "Ettore Muti") – jednostka wojskowa Sił Zbrojnych RSI podczas II wojny światowej.

## Historia
Już 14 września 1943 r. w ramach Korpusu Policji Republikańskiej została utworzona w Mediolanie Squadra d'Azione „Ettore Muti”, składająca się z czterech pododdziałów. Jej nazwa upamiętniała bohatera I wojny światowej, wojny włosko-abisyńskiej i hiszpańskiej wojny domowej Ettore Mutiego, zabitego 24 sierpnia 1943 r. Na czele oddziału stanął Francesco Colombo, b. sierżant, który ogłosił się pułkownikiem. Funkcję zastępcy pełnił Ampelio Spadoni, „awansowany” przez dowódcę na podpułkownika, a następnie Alceste Porcelli. Oddział składał się głównie z faszystów, uzupełnionych później ochotnikami z dawnej Milizia Volontaria per la Sicurezza Nazionale (MVSN). W jego skład weszli też b. kryminaliści. Inicjatywę sformowania takiego oddziału poparli skrajny działacz faszystowski Roberto Farinacci i prefekt prowincji Mediolan Piero Parini. Oddział osiągnął liczebność ok. 200 ludzi. Przeciwko jego sformowaniu wystąpiła część lokalnych władz Mediolanu, ale F. Colombo - mając poparcie ze strony tak wysoko postawionych osobistości - odmówił jego rozwiązania. Wkrótce oddział doszedł do wielkości dwóch batalionów, w związku z czym przemianowano go na Samodzielny Legion Zmotoryzowany „Ettore Muti”. Wiosną 1944 r. liczył ok. 2 tys. ludzi. Składał się z I Batalionu „Aldo Resega”, stacjonującego w Mediolanie i II Batalionu „De Angeli” w rejonie Piacenzy. Legion działał na terenie prowincji Mediolan i Cuneo. Poruszał się na ciężarówkach, stąd był bardzo mobilny. Brał udział w masowych łapankach ludności cywilnej. Jego członkowie uczestniczyli w aresztowaniach ludzi podejrzanych o współpracę z ruchem oporu, którzy byli potem często torturowani i mordowani. W maju 1944 r. minister spraw wewnętrznych Guido Buffarini Guidi wszczął nawet dochodzenie przeciwko brutalnym działaniom legionu. W jego wyniku oddział został podporządkowany bezpośrednio Niemcom, co zapewniło mu całkowitą bezkarność. W lipcu przemianowano go na Legione Autonoma di Polizia „Ettore Muti”. W lutym 1945 r. zostały sformowane trzy nowe kompanie (moździerzy, karabinów maszynowych i ciężkich karabinów maszynowych). W tym czasie zintensyfikowały się działania bojowe przeciwko partyzantom. Legion został rozwiązany 28 kwietnia w Como, a wielu jego członków zbiegło poza granice Włoch.